# Ottmar Kollmann
Ottmar Kollmann (* 9. Mai 1886 in Neu-Ulm; † 7. Juni 1969 in München) war ein bayerischer Jurist. Von 1950 bis 1954 war er Präsident des Bayerischen Verwaltungsgerichtshofs.

## Werdegang
Kollmann studierte Rechtswissenschaft in Berlin und München. Seit dem Studium war er Mitglied der Studentenverbindung Akademischer Gesangverein München im SV. 1914 trat er als Bezirksamtsassessor in Neu-Ulm in den bayerischen Staatsdienst ein. Von 1919 bis 1925 arbeitete er im Bayerischen Staatsministerium für Land- und Forstwirtschaft. 1923 wurde er an der Universität Würzburg zum Doktor der Rechte promoviert. 1925 wechselte Kollmann als Bezirksoberamtmann nach Bad Aibling und wurde Herausgeber der Bayerischen Verwaltungsblätter. Ab 1928 wirkte er als Ministerialrat und Hauptreferent der Kommission für Verwaltungsvereinfachung im Bayerischen Staatsministerium des Innern. Nach der Machtübernahme der Nationalsozialisten in Bayern und der Absetzung des Innenministers Karl Stützel im März 1933 leitete Kollmann als Staatsrat für zwei Tage das Innenministerium. Nachdem sein Angebot eines Rücktritts aus gesundheitlichen Gründen im Januar 1935 abgelehnt worden war, wurde Kollmann ab Mai 1935 mit der Sonderaufgabe des Studiums der Verwaltungsorganisation der deutschen Länder betraut. Am 12. August 1937 beantragte er die Aufnahme in die NSDAP und wurde rückwirkend zum 1. Mai desselben Jahres aufgenommen (Mitgliedsnummer 4.824.515). Vom 1. August 1937 bis 1944 wirkte er als Präsident der Bayerischen Versicherungskammer und war im Rang den Regierungspräsidenten im Deutschen Reich gleichgestellt. Im April 1944 trat er in den Ruhestand.
Nach dem Ende des Zweiten Weltkriegs musste sich Kollmann einem Spruchkammerverfahren stellen, in dem er im April 1948 als „entlastet“ eingestuft wurde. Im August 1948 kehrte er ins Innenministerium zurück, wo er die Leitung der für öffentlich-rechtliche Gesetzgebung zuständigen Gruppe übernahm. In dieser Funktion war er als Mitarbeiter des bayerischen Bevollmächtigten Josef Schwalber an den Beratungen des Verfassungskonvents auf Herrenchiemsee beteiligt. Im September 1950 erfolgte Kollmanns Berufung zum Präsidenten des Bayerischen Verwaltungsgerichtshofs. Das Amt bekleidete er bis zu seinem Ruhestand im Juni 1954. Im Herbst 1954 übernahm er den Vorsitz der Arbeitsgemeinschaft für Staatsvereinfachung in Bayern (Kollmann-Ausschuss). Das Expertengremium veröffentlichte im April 1955 den ersten Teil seines Gutachtens (Kollmann-Gutachten), danach beendete Kollmann seine Tätigkeit in der Arbeitsgemeinschaft.
Im Jahr 1955 wurde ihm das Große Verdienstkreuz der Bundesrepublik Deutschland verliehen, 1958 erhielt er den Bayerischen Verdienstorden. Ottmar Kollmanns Grab befindet sich auf dem Waldfriedhof (München), sein Nachlass wird im Bayerischen Hauptstaatsarchiv aufbewahrt.